# Râul Grecilor
Râul Grecilor este un afluent al râului Cârcinov.

## Hărți
- Harta Județul Argeș